# Rachel Neylan
Rachel Neylan (Sydney, 9 de març de 1982) és una ciclista australiana professional des del 2011 i actualment a l'equip Orica-Scott. El seu millor resultat ha estat una medalla de plata als Campionats del Món en ruta.

## Palmarès en ruta
- 2015
  - 1a al Cadel Evans Great Ocean Road Race Women
  - 1a al Trofeu d'Or i vencedora d'una etapa
- 2016
  - 1a al Gran Premi de Plumelec-Morbihan